# Mourrel Ferrat
Mourrel Ferrat est un lieu-dit de la commune d’Olonzac, dans le département de l'Hérault, à la limite du département de l'Aude, en région Occitanie. Des fouilles archéologiques menées depuis 1931 ont mis en évidence l’existence d’un habitat proto-historique (du Ve au IIIe siècle av. J.-C.) sur l’oppidum de Bassanel, au lieu-dit Mourrel Ferrat. Il se situe dans l’aire de la culture ibéro-languedocienne du peuple pré-romain connu sous le nom d’Élisyques.

## Situation

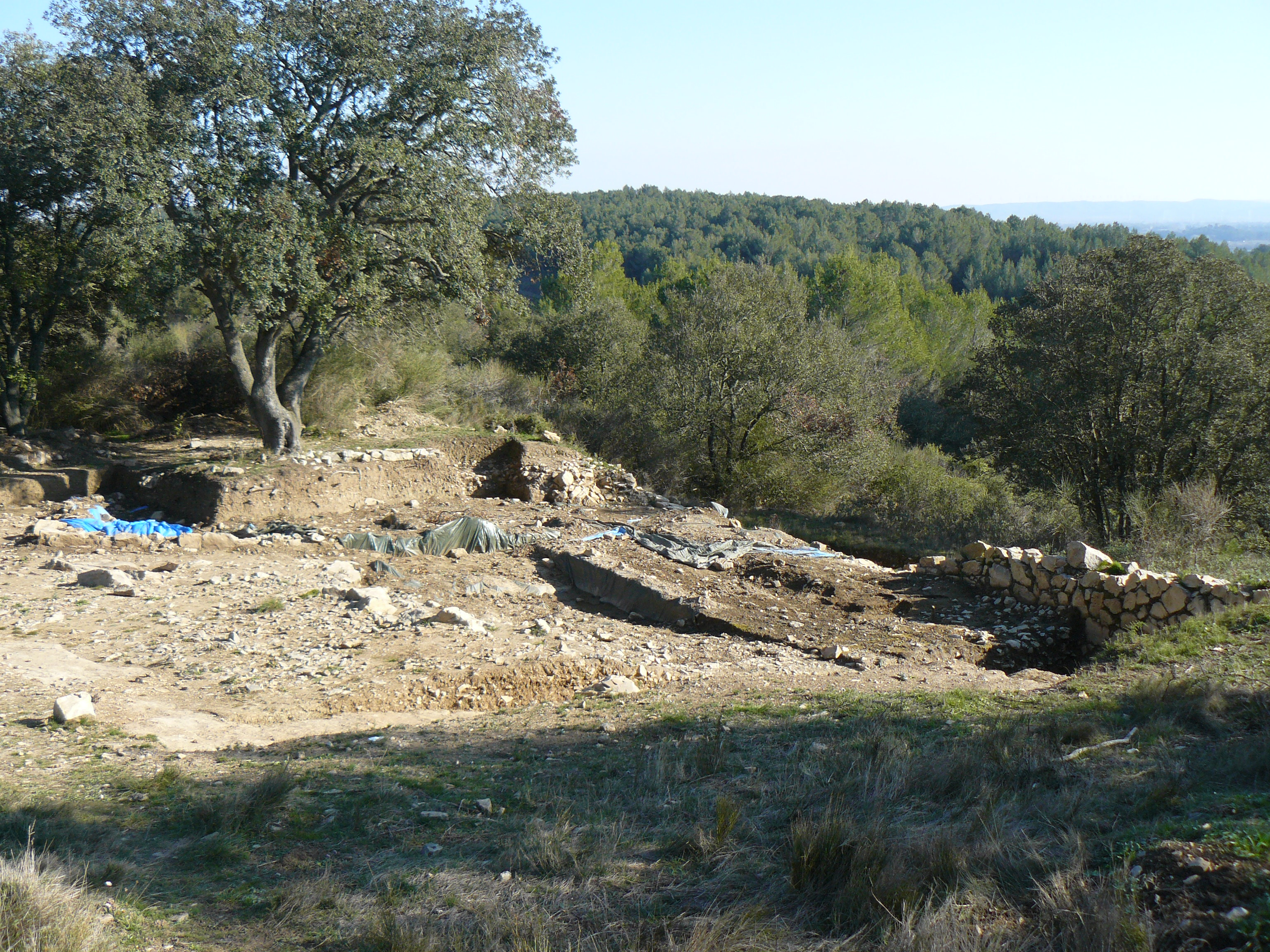
Une vue des fouilles

L'oppidum de Bassanel est implanté au sommet d’une colline qui domine l'Aude (à 127 m d’altitude), et au-dessus d’un gué (« gué de l’Engoust »). Il se situe sur l’axe Aude-Garonne. Il s’agit d’un habitat d’arrière-pays, à la différence de la majorité des sites élisyques fouillés jusqu’à présent, qui se situent plus près de la mer.

## Historique
Les premières fouilles connues datent de 1931 (par Mathieu). Dans les années 1970, le groupe archéologique de la MJC de Lézignan-Corbières y a travaillé. En 1971 a été créé le Centre de Recherche et de Documentation du Minervois, qui a supervisé les fouilles jusqu’à ce jour, sous la direction successive d’Yves Solier, Maurice Rigal avec l’aide d’Odette et Jean Taffanel, et de Guy Rancoule (années 1970), Pierre Séjalon (sondages en 1996), Thierry Janin (1999), Eric Gailledrat (directeur de programme, 2016), Anne-Marie Curé (2017-21).

## Description
Les fouilles ont mis au jour des remparts entourant l’oppidum sur trois côtés (sud, ouest et nord) ; une porte côté ouest ; et, à l’intérieur, une zone habitée d’environ 4 hectares, où ont été dégagés, jusqu’à présent, les restes de deux habitations à base de pierres avec élévation en terre crue.
L’occupation est avérée aux environs de 500 av. J.-C. ainsi que de 325 à 275 av. J.-C. environ, sans que l’on ait la preuve d’une occupation entre ces deux périodes.

## Sépultures
Une sépulture à incinération du Ve siècle av. J.-C. a été trouvée au cœur de la zone d’habitation (ce qui est rare pour cette époque).
Une nécropole a été mise au jour à l’extérieur des remparts, au pied de l’oppidum, côté est, avec treize sépultures à incinération, deux bûchers funéraires et un dépôt. Elle a été datée de la fin du IVe siècle av. J.-C.

## Vestiges mobiliers
Les fragments de céramique mis au jour durant l’ensemble des fouilles comportent une proportion de céramiques d’importation beaucoup moins importante que sur les sites du littoral.
Les traces d’aliments utilisés montrent que les habitants consommaient la viande d’animaux d’élevage (chèvre, mouton, bœuf et beaucoup de porc en comparaison d'autres sites), de faune sauvage (lapin, sanglier, cerf), des céréales (blé, un peu d’orge) et du raisin.